# فتح (فیلم)
فتح (به انگلیسی: Conquest) که با نام ماری والوسکا (به انگلیسی: Marie Walewska) هم شناخته می‌شود، نام فیلمی به کارگردانی کلارنس براون و محصول سال ۱۹۳۷ کمپانی فیلم‌سازی مترو گلدوین میر است.
این فیلم که داستان برهه‌ای از زندگی ناپلئون بناپارت را نشان می‌دهد، بسیار پرهزینه بود و با بودجه‌ای برابر با دو میلیون و هفتصد هزار دلار ساخته شد. فیلم در فروش جهانی، فقط دو میلیون و صد هزار دلار فروخت و حتی نتوانست به رقم بودجهٔ فیلم برسد. فتح، چهارمین فیلم پرخرج زمانهٔ خود محسوب می‌شد ولی ضرری که تهیه‌کنندگان فیلم را متوجه خود ساخت، آن‌ها را تا حدودی سرخورده کرد.

## خلاصه داستان
ناپلئون بناپارت (با بازی شارل بوآیه) رابطه‌ای با یک کنتس لهستانی با نام ماری والوسکا (با بازی گرتا گاربو) برقرار می‌کند که در نهایت از او صاحب یک پسر هم می‌شود…

## بازیگران
- گرتا گاربو در نقش ماری والوسکا
- شارل بوآیه در نقش ناپلئون بناپارت
- رجینالد اوئن در نقش شارل-موریس دو تالیران-پریگور
- آلن مارشال در نقش سروان دورنانو
- هنری استیونسون در نقش کنت آنستاس والفسکی
- پاشاخان در نقش سفیر ایران در دربار فرانسه و ناپلئون[۳]
- لیف اریکسون
- می ویتی در نقش لتیسیا رامولینو
- ماریا اوسپنسکایا
- سی هاردینگ گوردون
- کلود گیلینگواتر
- ولادیمیر سوکولوف
- جرج هیوستون در نقش ژیرو دوروک مارشال اعظم کاخ سلطنتی

### بازیگرانی که نامشان در عنوان‌بندی نیامده
- استنلی اندروز
- اسکار آپفل
- اسکاتی بکت
- بتی بلایت
- پال فیکس
- هری کولکر
- میچل لوئیس
- چارلز میدلتون
- دنیس اوکیف
- رابرت وارویک
- ایان ولف
- نوبل جانسون
- جرج گیوت
- دارسی کوریگان
- جرج گیوت

## فیلم و جشنواره‌ها
| جشنواره              | جایزه                                                      |
| -------------------- | ---------------------------------------------------------- |
| جایزهٔ اسکار سال ۱۹۳۸ | نامزد بهترین بازیگر مرد نقش اول سال - شارل بوآیه           |
| جایزهٔ اسکار سال ۱۹۳۸ | نامزد بهترین طراحی صحنه - سدریک گیبونز و ویلیام ای هورنینگ |